# J. George Stewart

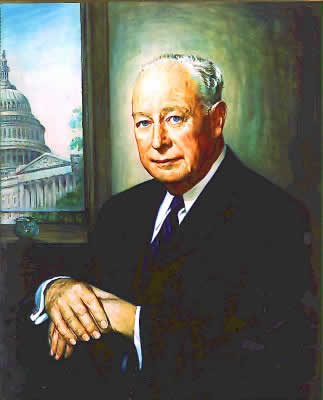
J. George Stewart

John George Stewart (* 2. Juni 1890 in Wilmington, Delaware; † 24. Mai 1970 in Washington, D.C.) war ein US-amerikanischer Politiker. Zwischen 1935 und 1937 vertrat er den Bundesstaat Delaware im US-Repräsentantenhaus.

## Werdegang
Nach der Grundschule studierte George Stewart an der University of Delaware. Zwischen 1919 und 1942 war er als Landschaftsarchitekt tätig und von 1931 bis 1934 war er Mitglied der Sportkommission (Athletic Commission) von Delaware. Im Jahr 1934 war er Mitglied der wirtschaftlichen Erholungskommission dieses Staates.
Stewart war Mitglied der Republikanischen Partei. 1934 wurde er in das US-Repräsentantenhaus in Washington gewählt, wo er am 3. Januar 1935 Wilbur L. Adams von der Demokratischen Partei ablöste. Da er aber bereits bei den nächsten Wahlen im Jahr 1936 gegen William F. Allen verlor, konnte er bis zum 3. Januar 1937 nur eine Legislaturperiode im Kongress absolvieren.
Zwischen 1947 und 1951 war Stewart administrativer Mitarbeiter eines Ausschusses des US-Senats, der sich mit Angelegenheiten des District of Columbia befasste. In den Jahren 1952 und 1953 arbeitete er als Landschaftsarchitekt für die Bundesregierung. Danach war er im selben Beruf auf privater Basis in Hollywood (Florida) tätig. 1954 wurde er von Präsident Dwight D. Eisenhower zum Architect of the Capitol ernannt. Damit war er für die Unterhaltung, den Erhalt und den Ausbau des Bereichs rund um das Kapitol in der Bundeshauptstadt Washington verantwortlich. Dieses Amt bekleidete er bis zu seinem Tod im Jahr 1970.